# ГЕС Lower Sesan II
ГЕС Lower Sesan II – гідроелектростанція на північному сході Камбоджі. Використовує ресурс із річки Тонле-Сан, яка тече на захід із гір В’єтнаму та на завершальному етапі зливається з Тонле-Конг, після чого під назвою Тонле-Секонг протікає останній десяток кілометрів перед впадінням ліворуч до Меконгу. В майбутньому нижче та вище по течії планується будівництво інших станцій каскаду.
В межах проекту річку одразу після впадіння великої лівої притоки Тонле-Срепок перекрили комбінованою греблею, яка включає центральну бетонну секцію та бічні земляні ділянки. Споруда має висоту 48 метрів, загальну довжину 7,7 км та ширину по гребеню 8 метрів. Вона утримує велике водосховище з площею поверхні 335 км2 та об’ємом 1,79 млн м3, при цьому коливання рівня поверхні в операційному режимі між позначками 74 та 75 метрів НРМ забезпечує корисний об’єм у 378 млн м3. Можливо також відзначити, що у іншому джерелі, яке зазначає такий саме рівень поверхні, довжина греблі вказується як 6,5 км, а об’єм сховища в обсязі 2,7 млрд м3.   
Пригреблевий машинний зал розрахований на вісім турбін потужністю по 50 МВт, які повинні виробляти 2,3 (за іншими даними – 1,9) млрд кВт-год електроенергії на рік. Перші гідроагрегати почали ставати до ладу у 2018-му, а завершення всього проекту планується на 2019 рік.
Видача продукції відбувається по ЛЕП, розрахованій на роботу під напругою 220 кВ.
Проект спільно реалізували місцева Royal Group of Cambodia (39%), китайська Hydrolancang International Energy (51%) та в’єтнамська EVN (10%).